# Powerspace
Powerspace war eine im Jahre 2005 gegründete US-amerikanische Power-Pop-Band aus Chicago, Illinois.

## Geschichte
Powerspace fanden sich das erste Mal im Jahre 2004 zusammen, als sich Gitarrist Tom Schleiter, zu dieser Zeit noch in der Band Akron und der Schlagzeuger Kevin Kane der in einer anderen Band verpflichtet war an der Miami University über den Weg liefen. Schleiter und ein Bassist namens Daniel McMahon kannten sich schon einige Zeit von der Highschool, an der sie zusammen in diversen Schulbands gespielt hatten und so zu besten Freunden wurden. McMahon beschloss, sich Schleiter an der Miami University anzuschließen. Nachdem Schleiter den Sommer damit verbracht hatte, sich auf das Songschreiben für eine bisher unbestimmte neue Band zu konzentrieren, schlug der Bassist vor, sich nach McMahon’s Ankunft in der Schule im Herbst für eine neue Gruppe zusammenzuschließen.
Schleiter, Kane und McMahon begannen das Schreiben an den ersten Songs und suchten derweil einen Sänger, um die Band komplett zu machen. Die Lösung für ihr Problem kam auf einer Heimfahrt, als Schleiter’s Mutter meinte, dass ein Freund von ihnen, Alec Cyganowski auch auf die Miami University wechsle und er gerne bei ihnen vorsingen würde. Nachdem Cyganowski zu einer Demoaufnahme der Jungs sang, war es klar, er würde der offizielle Sänger der Band werden.
Mit Cyganowski hinter dem Mikrofon war Powerspace komplett und fing an Konzerte rund um die Miami University und Cincinnati zu spielen. Im Sommer fühlten sie sich bereit einige Songs in einem Tonstudio aufzunehmen. Heraus kam die EP Housten, We Have a Party, die 5 Songs beinhaltete.
Diese EP half Powerspace die Aufmerksamkeit einer größeren Plattenfirma zu bekommen, nämlich Fueled By Ramen. Im Dezember 2006 unterzeichneten sie den Plattenvertrag bei dieser und gingen sofort den Winter über in die Studios von Chicago’s Dorisland um ihr Debüt-Album namens The Kicks of Passion aufzunehmen.
Die erste Singleauskopplung Right On, Right Now erschien am 15. Mai 2007, das Video dazu wurde am 5. und 7. Oktober 2007 in Chicago gedreht. The Kicks of Passion erschien in den USA am 31. Juli 2007.
Max Perenchio kam als Ersatz für Tom Schleiter Mitte 2008 zur Band, als dieser seinen College-Abschluss gemacht hatte. Perenchio wurde ein festes Mitglied von Powerspace. Am 20. Mai 2008 erklärte Bassist Daniel McMahon seinen Ausstieg aus der Band, für ihn eingesprungen ist Jake Serek.
Auf ihrem offiziellen Myspace ließ die Band Anfang August 2008 verlauten, dass es im Oktober eine neue EP geben wird. Diese soll rockiger werden als das letzte Album. Ein neues Album ist für Ende 2008, Anfang 2009 geplant. Dieses wurde jedoch nie veröffentlicht, da sich die Band 2010 aufgelöst hatte, wie Schlagzeuger Kevin Kane im Februar des Jahres bekannt gab.

## Diskografie
- 2006: Housten, We Have a Party (EP)
- 2007: Right On, Right Now (Single)
- 2007: The Kicks of Passion (Album, Fueled by Ramen)